# Parisot (Tarn)
 Parisot  es una población y comuna francesa, ubicada en la región de Mediodía-Pirineos, departamento de Tarn, en el distrito de Albi y cantón de Lisle-sur-Tarn.

## Demografía
| 590 | 537 | 502 | 522 | 508 | 562 |
| Para los censos de 1962 a 1999 la población legal corresponde a la población sin duplicidades (Fuente: INSEE [Consultar]) |     |     |     |     |     |